# Беер-Шева
Бее́р-Ше́ва (івр. באר שבע, араб. بئر السبع — Bir' as-Sabi) — місто в Ізраїлі, розташоване в північному Негеві на перехресті доріг, що ведуть до Мертвого моря і в Ейлат. Сучасне місто побудоване на місці колишнього давнього поселення, що існувало в часи патріархів — близько 3700 років тому. Беер-Шева, «столиця Негева», восьме за кількістю жителів місто Ізраїлю, адміністративний та економічний центр, де зосереджено державні установи, які обслуговують південь країни.

## Географія

### Клімат
Місто знаходиться у зоні, котра характеризується кліматом помірних степів та напівпустель. Найтепліший місяць — липень із середньою температурою 27.2 °C (81 °F). Найхолодніший місяць — січень, із середньою температурою 12.2 °С (54 °F).
| Клімат Беер-Шеви        | Клімат Беер-Шеви | Клімат Беер-Шеви | Клімат Беер-Шеви | Клімат Беер-Шеви | Клімат Беер-Шеви | Клімат Беер-Шеви | Клімат Беер-Шеви | Клімат Беер-Шеви | Клімат Беер-Шеви | Клімат Беер-Шеви | Клімат Беер-Шеви | Клімат Беер-Шеви | Клімат Беер-Шеви |
| Показник                | Січ.             | Лют.             | Бер.             | Квіт.            | Трав.            | Черв.            | Лип.             | Серп.            | Вер.             | Жовт.            | Лист.            | Груд.            | Рік              |
| Абсолютний максимум, °C | 28,4             | 31               | 35,4             | 40,9             | 42,2             | 41,2             | 41,5             | 40,5             | 41,2             | 39,6             | 34               | 31,4             | 42,2             |
| Середній максимум, °C   | 16,7             | 17,5             | 20,1             | 25,8             | 29               | 31,3             | 32,7             | 32,8             | 31,3             | 28,5             | 23,5             | 18,8             | 25,7             |
| Середня температура, °C | 12               | 13               | 15               | 20               | 22               | 25               | 27               | 27               | 25               | 22               | 18               | 13               | 20               |
| Середній мінімум, °C    | 7,5              | 7,6              | 9,3              | 12,7             | 15,4             | 18,4             | 20,5             | 20,9             | 19,5             | 16,7             | 12,6             | 8,9              | 14,2             |
| Абсолютний мінімум, °C  | 1,4              | 0,5              | 2,4              | 4                | 8                | 13,6             | 15,8             | 15,6             | 13               | 10,2             | 3,4              | 3                | 0,5              |
| Норма опадів, мм        | 30               | 30               | 30               | 10               | 0                | 0                | 0                | 0                | 0                | 0                | 20               | 30               | 170              |
| Днів з дощем            | 9,2              | 8                | 6,4              | 2,6              | 0,8              | 0                | 0                | 0                | 0,1              | 1,8              | 4,6              | 7,5              | 41               |
| ----------------------- | ---------------- | ---------------- | ---------------- | ---------------- | ---------------- | ---------------- | ---------------- | ---------------- | ---------------- | ---------------- | ---------------- | ---------------- | ---------------- |
| Джерело: Weatherbase    |                  |                  |                  |                  |                  |                  |                  |                  |                  |                  |                  |                  |                  |

## Етимологія
Точне походження назви «Беер-Шева» невідомо. Слово «беер» (івр. בְּאֵר, араб. بئر) означає «криниця». Згідно Біблії[⇨], в Беер-Шеві (Вірсавії) Авраам викопав криницю і утворив союз із Авімелехом, царем Герара, при цьому він приніс в жертву — в знак клятви вірності — сімох овечок. В Біблії вказується: «Тому і назвав він це місце: Вірсавія, бо тут обоє вони клялися» (на івриті слово «шева» (івр. שֶׁבַע) можна трактувати і як «сім» і як форму слова «клятва» (івр. שבועה)). Тобто, назву можна розуміти як «криниця клятви» або «криниця сімох [овечок]».
Пізніше Ісаак також заключив союз із Авімелехом, після чого знову вказується, що він назвав цю місцевість «Беер-Шева»: «В цей же день прийшли раби Ісаакові і повідомили його про криницю, котру копали вони і сказали йому: ми знайшли воду. І він назвав його: Шива. Тому ім'я місту тому Беершива [Вірсавія] до сього дня».
Серед тлумачів Біблії деякі дотримуалися думки, що назва походить від семи викопаних криниць.

## Економіка
Беер-Шева — економічний центр північного Негева.
Більшість жителів міста зайнято в сфері послуг. Крім того, значна частина населення працює на великих підприємствах в Негеві і на Мертвому морі.

## Транспорт
Від більшості великих міст Ізраїля Беер-Шева відрізняється централізованністю транспортного сполучення, в тому числі сусідство центральних автобусної і залізничної станцій.

### Залізничний транспорт

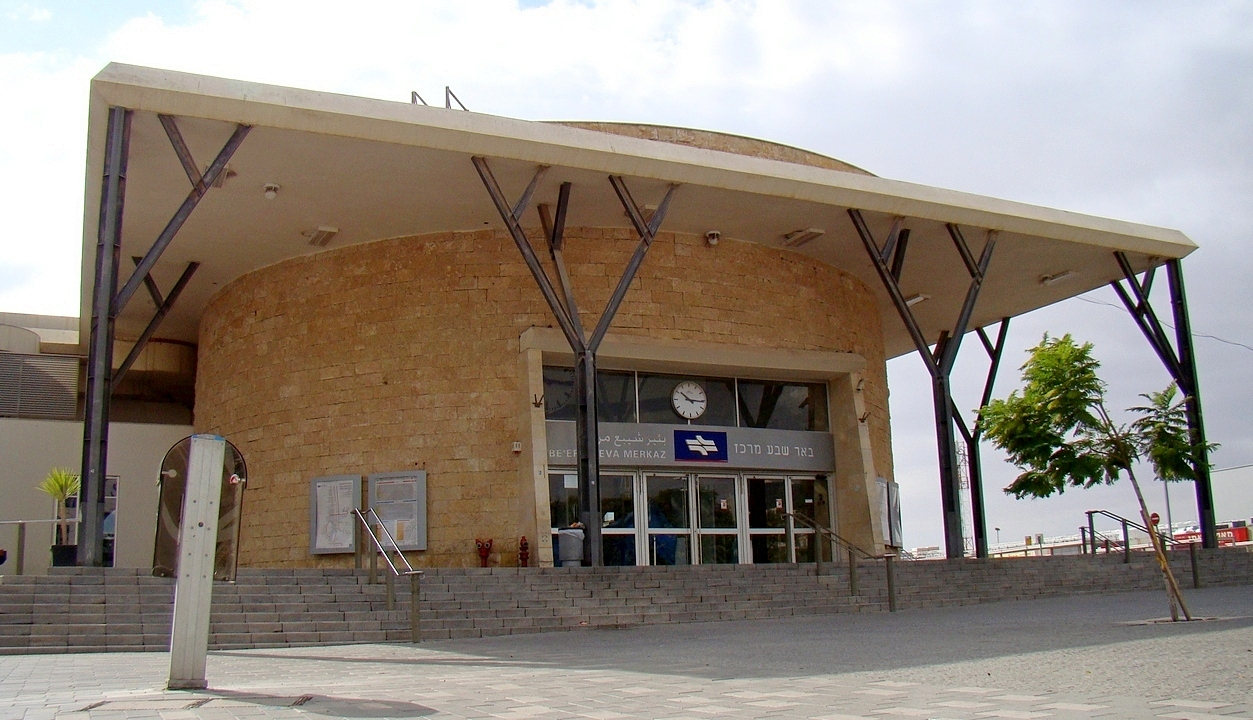
Залізнична станція Беер-Шева Мерказ

## Охорона здоров'я

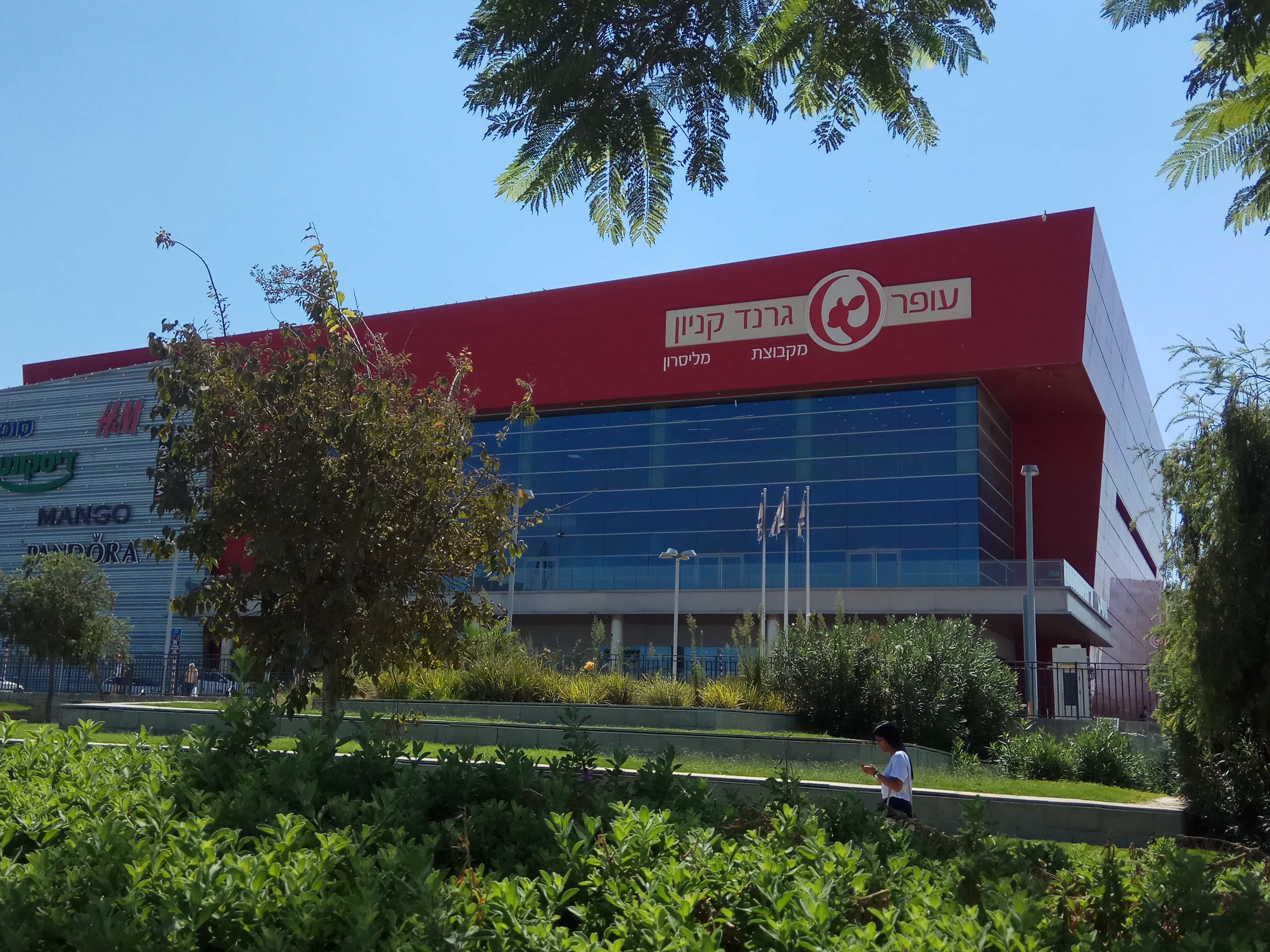
«Гранд Кенйон» — найбільший торговий центр в Ізраїлі.

Лікарня «Сорока» — друга за величиною в Ізраїлі і обслуговує весь Південний округ — більше мільйона чоловік. Вона є єдиною повноцінною лікарнею в Негеві. Лікарня належить лікарняній касі «Клаліт» і співпрацює із університетом імені Бен-Гуріона. Медична школа університету розташована на території лікарні. В лікарні більше 1000 ліжок, за рік роблять близько 32 000 операцій.

## Освіта
В місті діє близько 300 дитячих садків, 51 початкова і 31 середня школи. Всього в міських школах вчаться близько 32 000 дітей. В 2019 році 78,3 % випускників отримали атестат зрілості.

## Спорт

### Футбол
У місті базується футбольний клуб Хапоель.

## Міста-побратими
У Беер-Шеви є 12 міст-побратимів:
- Канада, Вінніпег (англ. Winnipeg)
- Канада, Монреаль (фр. Montréal, англ. Montreal)
- США, Сіетл (англ. Seattle)
- Ефіопія, Аддис-Абеба
- Грузія, Оні (груз. ონი)
- Німеччина, Вупперталь (нім. Wuppertal)
- Франція, Ліон (фр. Lyon)
- Сербія, Ниш
- Аргентина, Ла-Плата (ісп. La Plata)
- Румунія, Клуж-Напока (рум. Cluj-Napoca)
- Австралія, Парраматта (англ. Parramatta)
- Туреччина, Адана (тур. Adana)